# 喫茶ソルセオ
『喫茶ソルセオ』（きっさソルセオ）は、中京テレビの制作で2021年4月2日（1日深夜）から放送されているバラエティ番組である。

## 概要
名古屋にある、とある喫茶店「喫茶ソルセオ」を舞台に、悩みを解決してくれると評判の店長「たくみ」が、常連客「まなぶ」の悩みをアルバイトの阿部と共に知識や人脈を駆使して解決する。「ソルセオ」とは、ポルトガル語で「解決」という意味。まなぶが悩みを切り出す際には、カミナリの漫才と同様に
まなぶ「ねぇねぇ、たくみ君…」
たくみ「どうしたの、まなぶ君？」
から始まるのが、この番組でも通例になっている。

## 出演者

### 店長
- 石田たくみ（カミナリ）

### 常連さん
- 竹内まなぶ（カミナリ）

カミナリは初回から出演中。2022年10月21日・28日放送回はお休み。2024年2月9日・16日、2025年4月4日・11日放送回は石田のみお休み。

### アルバイト
- 阿部芳美（中京テレビアナウンサー）… 2022年10月21日放送回より2代目アルバイト。初代の伊藤がスケジュールの都合でお休みの間、助っ人として2022年5月20日・27日、7月1日・8日・15日・22日放送回に出演した。2023年7月28日・8月4日、2024年5月10日・31日・6月7日、2025年5月16日・23日放送回はお休み。

## 過去の出演者

### アルバイト
- 伊藤楓（当時中京テレビアナウンサー）… 初代アルバイト。初回 - 2022年10月14日放送回まで出演。2022年5月20日 - 8月19日放送回の期間はお休みし、同年8月26日 - 10月14日放送回に再度出演した。お休みの期間中は上記の阿部のほか、以下の3名が助っ人として出演。　
  - 松原朋美（中京テレビアナウンサー）… 2022年6月3日・10日放送回に出演。
  - 平山雅[注 1]（中京テレビアナウンサー）… 2022年6月17日・24日放送回に出演。2025年5月16日・23日放送回は、お休みした阿部の代役として出演。
  - 望月杏夏（中京テレビアナウンサー）… 2022年7月29日、8月5日・12日・19日放送回に出演。
- 中川萌香[注 2]（中京テレビアナウンサー）… お休みした阿部の代役として2023年7月28日・8月4日、2024年5月10日放送回に出演。

### パート
- 前田麻衣子（中京テレビアナウンサー）… お休みした阿部の代役として2024年5月31日・6月7日放送回に出演。

### 店長代理
- たける（東京ホテイソン）
- 栗谷（カカロニ）

### お客さん
- ショーゴ（東京ホテイソン）

東京ホテイソンは、お休みしたカミナリの代役として2022年10月21日・28日放送回に出演。栗谷は、石田の代役として2024年2月9日・16日、2025年4月4日・11日放送回に出演。

## 関連番組
- シネマBAR

同じスタジオで収録している（カウンター部分に並んでいる物はバー仕様）。カミナリと阿部が出演しているのも共通。